# Annei

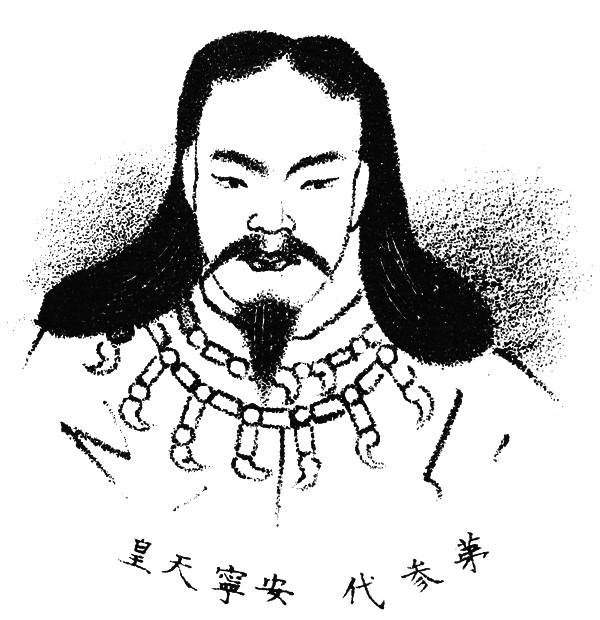
Annei auf einem Druck der Meiji-Zeit

Annei (japanisch 安寧天皇 Annei-tennō; * 577 v. Chr.; † 511 v. Chr.) war nach den alten Reichschroniken Kojiki und Nihonshoki der 3. Tennō von Japan (549 v. Chr.–511 v. Chr.). Seine historische Existenz ist zweifelhaft. Er ist einer der „acht undokumentierten Kaiser“ (欠史八代 kesshi hachidai), von denen nur eine skizzenhafte Darstellung bekannt ist.
Sein Eigenname war Shiki-tsu-hiko-tama-temi no mikoto (Nihonshoki (N): 磯城津彦玉手看尊, Kojiki (K): 師木津日子玉手見命). Nach dem Nihonshoki war seine Mutter Isuzu-yori-hime no mikoto (五十鈴依媛命), nach dem Kawa-mata-hime (河俣毘売). Am 7. Tag des 1. Mondmonats im 25. Regierungsjahr (557 v. Chr.) seines Vaters Suizei wurde er zum Kronprinz ernannt und übernahm nach dessen Tod zwei Monate später am 3. Tag des 7. Mondmonats in dessen 33. Regierungsjahr (549 v. Chr.) den Thron.
Annei regierte im Palast Ukiana (N: 片塩浮孔宮, K: 片塩浮穴宮, Katashio no Ukiana no miya) in Katashio (vermutlich im heutigen Yamatotakada). Nach dem Nihonshoki war seine Gemahlin Nuna-soko-naka-tsu-hime no mikoto (渟名底仲媛命), nach dem Kojiki Akuto-hime (阿久斗比売). Das Nihonshoki gibt zwei Quellen für seine Söhne, die entweder Okiso-mimi no mikoto (息石耳命) und O-yamato-hiko-suki-tomo no mikoto (大日本彦耜友尊) oder wie auch im Kojiki Toko-tsu-hiko-iro-ne (N: 常津彦某兄, K: 常根津日子伊呂泥命, ~ no mikoto), Ō-yamato-hiko-suki-tomo (N: 大日本彦耜友, K: 大倭日子鉏友命, ~ no mikoto) und Shiki-tsu-hiko no mikoto (N: 磯城津彦命, K: 師木津日子命, ~ no mikoto) waren.

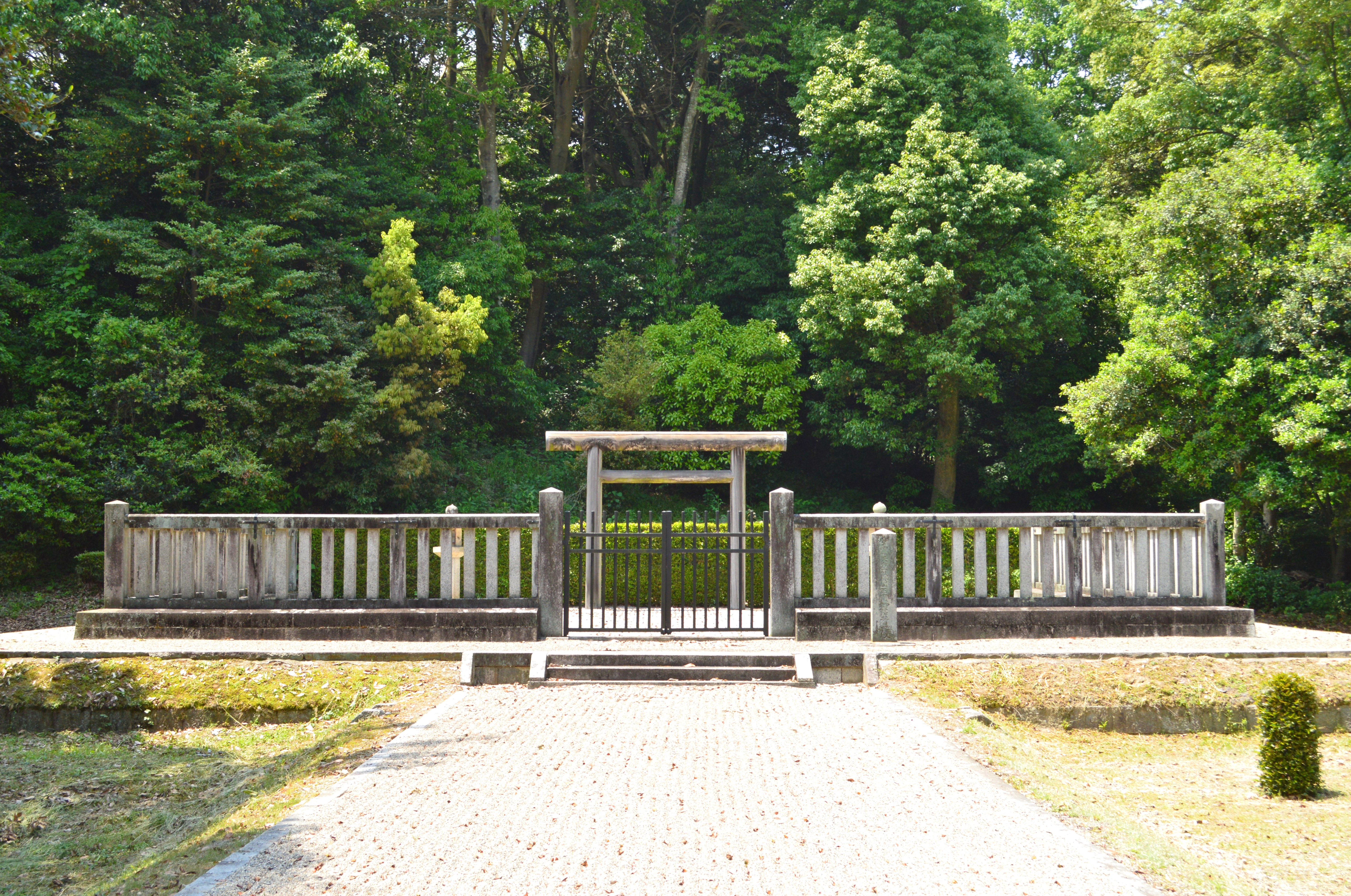
Eingang zu Anneis Kaisergrab

Er starb nach dem Nihonshoki mit 67 Jahren am 6. Tag des 12. Mondmonats in seinem 38. Regierungsjahr (511 v. Chr.), nach dem Kojiki im Alter von 49 Jahren. Sein Mausoleum (misasagi) ist das Hügelgrab Unebi-yama-no-hitsujisaru-no-mihodo-no-i-no-e-no-misasagi (畝傍山西南御陰井上陵, ‚Kaisergrab auf dem Brunnen/der Quelle des Wohlwollens südwestlich des Berges Unebi‘; 34° 29′ 24″ N, 135° 46′ 42″ O) in Kashihara. Sein Nachfolger wurde sein zweiter Sohn O-yamato-hiko-suki-tomo.
Den Namen Annei, dessen beide Schriftzeichen ‚friedlich, ruhig‘ bedeuten, erhielt er nachträglich als die japanischen Kaiser begannen sich chinesische, oft buddhistisch inspirierte, Namen zu geben.